# HMS Bellerophon (1907)
Pour les autres navires du même nom, voir HMS Bellerophon.
Le HMS Bellerophon est un dreadnought de la classe Bellerophon construit pour la Royal Navy. Il est le principal navire de sa classe.
Il passe toute sa carrière assignée à la Home Fleet et la Grand Fleet. En plus de participer à la bataille du Jutland en mai 1916 et à l'engagement du 19 août 1916 (en), son service pendant la Première Guerre mondiale consiste généralement en des patrouilles de routine et de formation en mer du Nord.
Le navire est jugé obsolète après la guerre et est utilisé comme navire d'entraînement avant d'être mis en réserve. Le Bellerophon est par la suite vendu pour la ferraille en 1921.